# یواس‌اس ولکان (۱۸۸۴)
یواس‌اس ولکان (۱۸۸۴) (به انگلیسی: USS Vulcan (1884)) یک کشتی بود که طول آن ۲۶۵ فوت ۴ اینچ (۸۰٫۸۷ متر) بود. این کشتی در سال ۱۸۸۴ ساخته شد.